# Nikt nie woła (film)
Nikt nie woła – polski czarno-biały film fabularny z 1960 w reżyserii Kazimierza Kutza, luźna ekranizacja powieści Józefa Hena pod tym samym tytułem. Film przedstawia powojenną historię dezertera z podziemia niepodległościowego (Henryk Boukołowski), który próbuje się osiedlić w poniemieckim mieście i przeżywa zauroczenie jedną z tamtejszych mieszkanek (Zofia Marcinkowska).
Dokonując poważnych zmian w powieści Hena, Kutz wraz z operatorem Jerzym Wójcikiem eksperymentował zarazem z formą, nadając filmowi malarską plastyczność. Nikt nie woła został początkowo odrzucony przez krytyków, lecz z czasem doczekał się miana jednego z najważniejszych dzieł reżysera oraz twórczej polemiki z filmem Popiół i diament (1958) Andrzeja Wajdy. Niekiedy Nikt nie woła porównywano do filmów Michelangela Antonioniego, podkreślając prekursorski charakter utworu Kutza wobec filmów włoskiego reżysera.

## Fabuła
Tuż po II wojnie światowej do miasteczka na Ziemiach Odzyskanych przyjeżdżają repatrianci i ludzie, którzy chcą uciec przed swoją przeszłością. Młody Bożek należy do tej drugiej grupy; ciąży na nim tajemnica. Niedawny bojownik nie chce już zabijać. Szuka dla siebie miejsca w nowej, powojennej rzeczywistości, jednocześnie starając się zatrzeć za sobą ślady. Nie wykonał rozkazu organizacji podziemnej, tym samym wydając na siebie wyrok śmierci, bo rozkaz był sprzeczny z jego poczuciem sprawiedliwości – jak sam mówi: „Nie zabiłem czerwonego” – i uciekł z Warszawy do poniemieckiego miasta, teraz Zielna. Przyjechał na dachu przepełnionego pociągu. Ma tylko garnitur, płaszcz i plecak. Zajmuje stary dom nad rzeką, a urządzając sobie pokój, rozpoczyna pracę w wytwórni win. Ze wschodu przyjeżdża również młoda Lucyna, którą Bożek jest zauroczony. Jednak w międzyczasie próbuje nawiązać bliższą znajomość z Olgą, kierowniczką zakładu, w którym pracuje, oraz sentymentalną repatriantką zza Buga, Niurą. Przypadkowo okazuje się, że do miasteczka przyjechał także inny członek organizacji, Zygmunt. Bożek w końcu wraca do Lucyny i dochodzi między nimi do zbliżenia fizycznego. Wiedząc już, że organizacja podziemna jest na jego tropie, Bożek opuszcza pociągiem miasteczko. Przedtem jednak obiecuje Lucynie, że wróci, gdy będzie już bezpieczny .

## Obsada
Źródło: filmpolski.pl

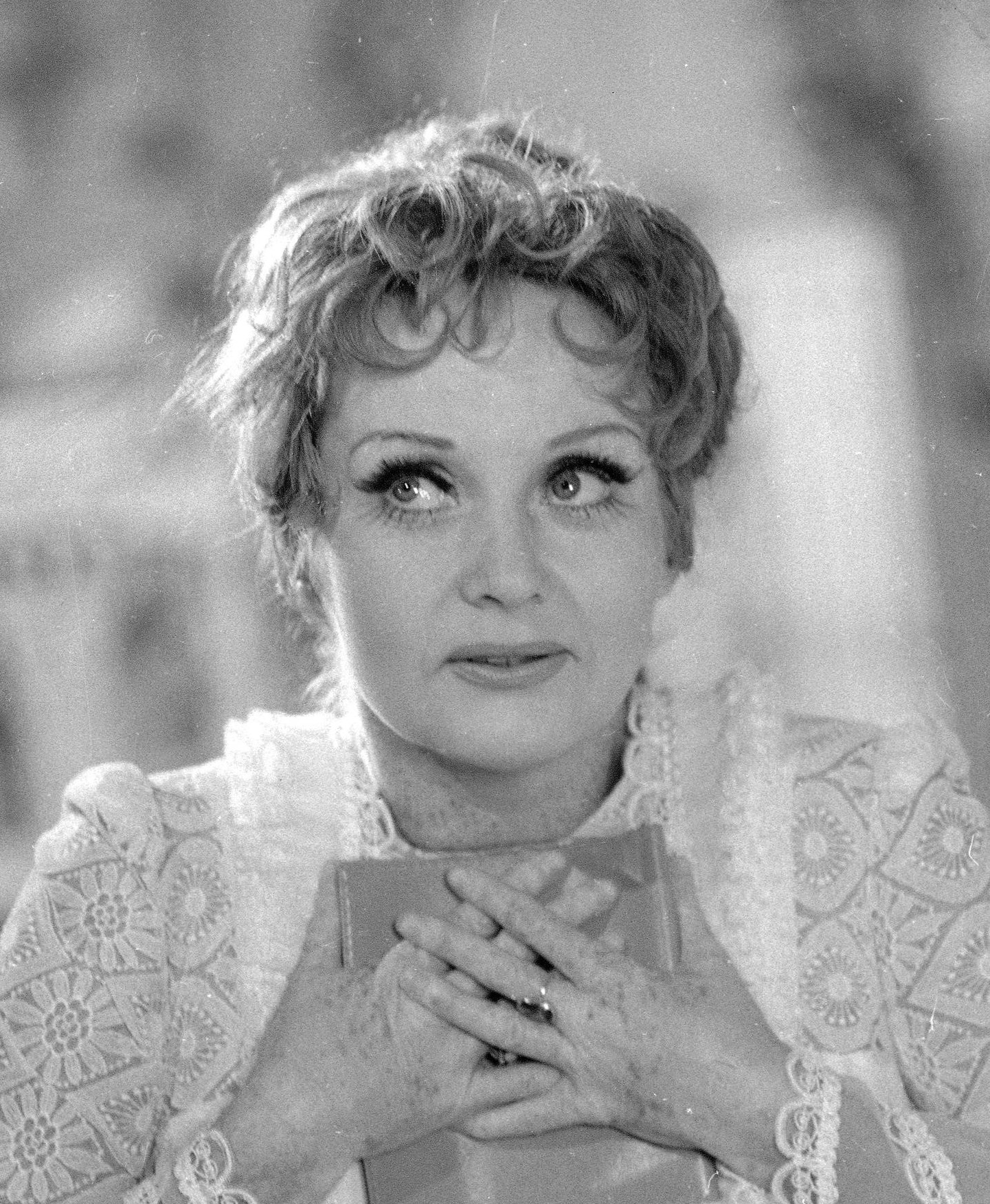
Barbara Krafftówna zagrała rolę Niury

- Henryk Boukołowski – Bożek „Bohdan Nieczuja”
- Zofia Marcinkowska – Lucyna
- Laura Dębicka – Alicja, młodsza siostra Lucyny
- Barbara Krafftówna – Niura
- Irena Jaglarzowa – matka Niury
- Andrzej Zamięcki – Stefek, syn Niury
- Halina Mikołajska – Olga Stareńska, kierowniczka
- Aleksander Fogiel – włóczęga „Burmistrz”
- Ryszard Pietruski – Zygmunt

## Produkcja

### Scenariusz

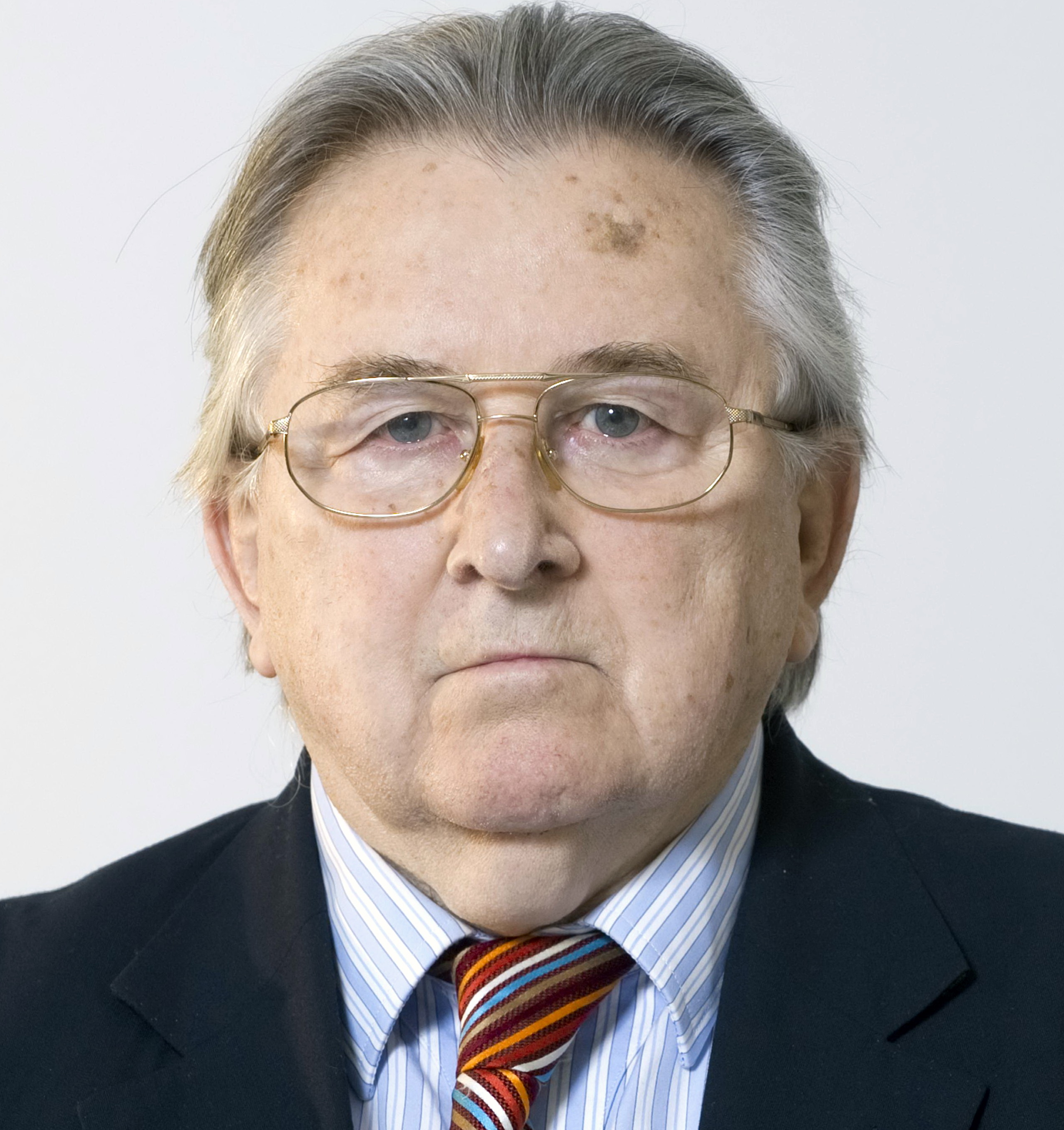
Kazimierz Kutz, reżyser filmu (2011)

Nikt nie woła powstał w Zespole Filmowym „Kadr” pod kierownictwem literackim Tadeusza Konwickiego. Reżyser Kazimierz Kutz, który miał za sobą udany debiut filmowy Krzyż Walecznych (1959), oparł się na niewydanej powieści Józefa Hena pod tytułem Nikt nie woła za oknem, której akcja toczyła się w wojennym Uzbekistanie. Ze względów cenzuralnych Hen i Konwicki przenieśli akcję scenariusza do powojennego miasteczka na Ziemiach Odzyskanych. Obaj sądzili, że film zostanie łatwiej zaakceptowany przez szefa polskiej kinematografii Tadeusza Zaorskiego, który wyczekiwał filmu o Ziemiach Odzyskanych. 7 kwietnia 1959 roku, przy podzielonych opiniach, Komisja Ocen Scenariuszy skierowała film do produkcji, o czym miało zadecydować obranie przez głównego bohatera „słuszniejszej” linii ideologicznej niż Maciek Chełmicki z filmu Popiół i diament (1958) Andrzeja Wajdy.

### Zdjęcia
Jako plener do kręcenia filmu wybrano Bystrzycę Kłodzką, nieodnawiane przez wieki miasteczko husyckie pełne zrujnowanych budowli o odrapanych ścianach. Wybór pleneru przesądził o estetyce filmu. Jak pisał Stanisław Ozimek, również „we wnętrzach Kutz stosuje, w odróżnieniu od Wajdy, Hasa lub Lenartowicza, ascetyczną niemal oszczędność, nieliczne rekwizyty używane są zawsze z określonym celem”. Odpowiedzialny za zdjęcia do Nikt nie woła Jerzy Wójcik uzasadniał przyjętą estetykę filmu następująco:

Człowiek i przedmioty poddane są działaniu czasu. Istotne jest, jak te zmiany przebiegają, jak zmienia się człowiek, jego charakter czy postawa wobec najrozmaitszych spraw. Moim zdaniem jest obserwowanie tych procesów.

Wójcik podczas kręcenia zdjęć zdecydował się zastosować konwencję bliską malarstwu. Przykładowo, filmując pastwisko w deszczu, zbliżał kamerę do łąki, co tłumaczył następująco: „Zrobiłem tak, bo zauważyłem, że rozpylona w powietrzu woda, osiadając na listkach trawy, formuje krople i one pod swoim ciężarem spływają w dół, poruszając listki. To było poza myśleniem”. Jak wykazała w późniejszej analizie Paulina Kwiatkowska, Wójcik świadomie stosował takie środki wyrazu, jak plany bliskie, plastyczne operowanie odcieniami szarości oraz przeważnie niespieszną pracę kamery. Kutz po latach twierdził, że nawiązywał pod względem swego stylu reżyserskiego do „filozofii literackiej Stendhala o krystalizacji uczuć i czasie miłości”. Reżyser poczytywał swoje dzieło jako „film o prawiczkach, o inicjacji w strasznych warunkach”, silnie polemizując przy tym z „hurrapatriotyczną” twórczością Andrzeja Wajdy.
W roli Lucyny wystąpiła Zofia Marcinkowska, która została wcześniej usunięta z krakowskiej szkoły teatralnej za występ w filmie Lunatycy (1959) Bohdana Poręby. Marcinkowska wygrała konkurs na główną aktorkę z takimi osobami jak Beata Tyszkiewicz i Elżbieta Czyżewska. Charakteryzatorka Halina Turant subtelnie dostosowywała twarz Marcinkowskiej do nastroju scen, uzyskując potrzebne efekty przez „podkreślanie albo tuszowanie pewnych nieregularności rysów, przez nakładanie na różne części twarzy odmiennych rodzajów szminki”, czego efektem w miarę akcji filmu stawała się przemiana niepozornej Lucyny w piękną dziewczynę. Marcinkowskiej jako odtwórczyni głównej roli partnerował młody wówczas aktor Henryk Boukołowski .
Jako plenery posłużyły następujące lokalizacje w Bystrzycy Kłodzkiej: most drogowy w ciągu ul. Kolejowej, ul. Sienna 11, ul. Podmiejska, Plac Wolności, Mały Rynek, ul. Floriańska 1, stacja kolejowa Bystrzyca Kłodzka Przedmieście.
Kutz próbował spuentować swój utwór pierwszą w dziejach polskiego kina sceną erotyczną, ukazującą nagie ciała bohaterów. Jednak cenzura ową scenę bezpowrotnie wycięła z filmu, co Kutz komentował następująco: „Pozbawione pointy, Nikt nie woła przypomina nagiego człowieka z zakrytymi lub wykastrowanymi genitaliami”.

## Odbiór

### Recepcja krytyczna w chwili premiery

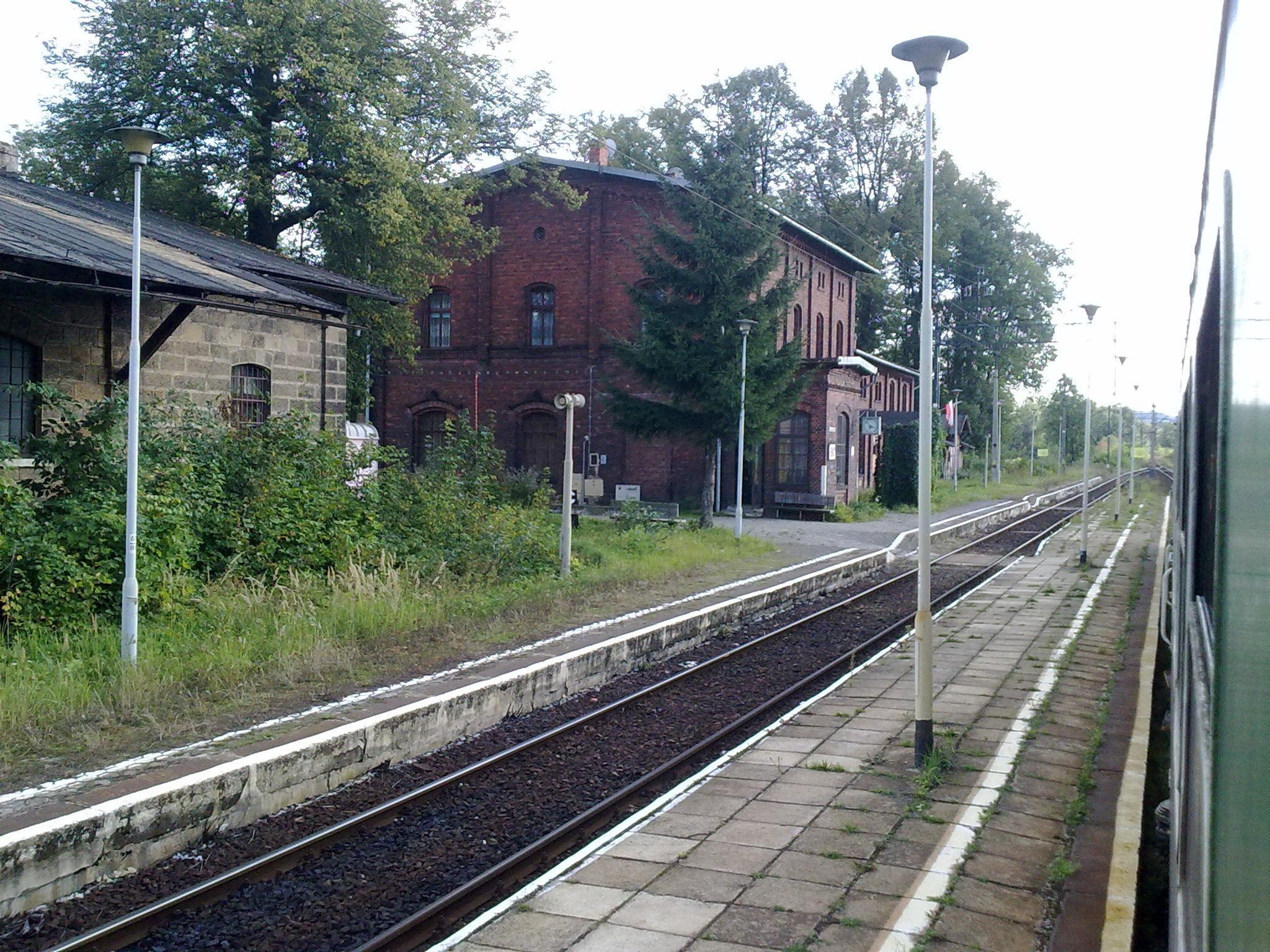
Stacja kolejowa, na której rozpoczyna się i kończy przygoda Bożka z Zielnem

W chwili premiery Nikt nie woła został bardzo negatywnie przyjęty przez recenzentów; skutecznie ograniczono też jego rozpowszechnianie. Był dystrybuowany jedynie w dwóch kopiach i stopniowo zdejmowany z ekranów kin z powodu małej frekwencji. Biuro Polityczne KC PZPR zakazało również dystrybucji filmu Kutza za granicą .
Stanisław Janicki uznał film Kutza i Hena za „nieporozumienie”, a Czesław Michalski dostrzegał w nim przejaw „antyfilmu”, rozumianego jako „coś absolutnie przeciwnego wszelkim dotychczasowym konwencjom i regułom sztuki, którym film zawdzięcza swoją dzisiejszą rangę i bez których nigdy by nie wyszedł z jarmarcznej budy”. Zdaniem Stanisława Grzeleckiego Nikt nie woła to film, którego „odczytywanie w kategoriach dnia dzisiejszego [...] byłoby nieporozumieniem”. Aleksander Jackiewicz z rozczarowaniem przyjął film Kutza i Hena, twierdząc, że Kutz „nie skorzystał z wielkiej szansy stania się drugim Popiołem i diamentem [1958]”. Krzysztof Teodor Toeplitz poszedł nawet dalej, uznając Nikt nie woła za film „zatruty przez artyzm”.

### Ocena po latach
Dopiero po latach dzieło Kutza i Hena doczekało się przychylniejszych opinii, zyskując status filmu kultowego. Powszechnie odczytywano Nikt nie woła jako twórczą polemikę z Popiołem i diamentem Andrzeja Wajdy (Maciek Chełmicki, w przeciwieństwie do Bożka, wykonał rozkaz). Jan F. Lewandowski stwierdził, iż Nikt nie woła jest „studium młodzieńczej miłości, a raczej niedojrzałości uczuciowej”, określając je mianem „dzieła poetyckiej wrażliwości”. Tadeusz Lubelski ocenił Nikt nie woła jako „najoryginalniejszy film Kutza z tego okresu szkoły polskiej”. Zdaniem Adama Garbicza dzieło Kutza i Hena jest „świetnym operatorsko i montażowo wizerunkiem duchowym młodych ludzi [...], nie ustępującym formalnie pionierskim przedsięwzięciom Antonioniego”. Jan F. Lewandowski, chwaląc nastrojową muzykę Wojciecha Kilara oraz pracę operatorską Jerzego Wójcika, pisał: „Niezwykła sceneria wymarłego świata tworzy prawdę tego filmu o miłości niemożliwej, a niektóre ujęcia zachwycają swoim pięknem i wyrafinowaniem”.
Zdaniem Janusza Gazdy walory artystyczne filmu Kutza wynikają ze świadomego dystansu wobec głównego nurtu polskiej szkoły filmowej. Jak zauważał Gazda, reżyser Nikt nie woła „nie zajmował się mechanizmami politycznymi, układem sił, problemami świadomości politycznej, tropił wewnętrzne konflikty młodego chłopaka i młodej dziewczyny, żyjących jakby na marginesie wielkich wydarzeń”. Gazda uznawał Nikt nie woła „za najdonioślejszy film w biografii Kazimierza Kutza, a w dorobku polskiej kinematografii jeden z najbardziej znaczących, chociaż swego czasu niedoceniony”. Justyna Żelasko zaliczyła film Kutza w poczet inauguracyjnych dzieł polskiego modernizmu filmowego, odczytywanego jako opowieść „o jednostce, która […] straciła kontakt z otaczającym światem, o rozdźwięku między człowiekiem a jego zapleczem społecznym, historycznym, otaczającymi go ludźmi”. W tym sensie Nikt nie woła wykazuje znaczące podobieństwa do Przygody (1960) Michelangela Antonioniego. Kiedy film w końcu doczekał się rozpowszechnienia podczas retrospektywy kina polskiego w Turynie w 1989, krytycy zagraniczni zgodnie porównywali utwór Kutza z Antonionim, co obrazuje cytowana przez Stanisława Zawiślińskiego wypowiedź recenzentów: „Kutz go [Antonioniego] wyprzedził, ale o tym nie wiedzieliśmy” .